# 赵承嘏
赵承嘏（1885年12月11日—1966年8月6日），字石民，江苏江阴人，著名植物化学家，中草药化学研究的先驱者，中国科学院院士。

## 生平
赵承嘏生于一个中药铺主家庭，自幼学习儒学，清末曾考取秀才。1905年，赵承嘏弃文从理，通过清廷江苏省官费留学生考试，前往英国留学。到英国之初，赵承嘏先在中学补习了一年的数学、物理和化学基础知识。1906年，赵承嘏进入英国曼彻斯特大学化学系念书。1910年，赵承嘏获曼彻斯特大学化学专业学士学位。1912年，赵承嘏获瑞士工业学院理学硕士学位。1914年，赵承嘏又获瑞士日内瓦大学哲学博士学位（中国第一位化学专业博士），并留校任教2年。1916年，赵承嘏到法国罗克药厂研究部工作，设计了局部麻醉药普罗卡因的有机合成并获得专利。1922年，赵承嘏返回中国，任南京高等师范学校数理化学部教授，主要讲授工业化学课程，后任东南大学化学系教授并于1925年任协和医学院药学系教授及代主任。1932年，赵承嘏创办了北平研究院药物研究所并自任所长。1935年，赵承嘏当选为中央研究院评议员。抗日战争爆发后，赵承嘏在上海法租界以中法大学下属名义的药物研究所主持工作。1949年后，赵承嘏任中国科学院有机化学研究所药物化学研究室主任。1953年，赵承嘏创办了中国科学院药物研究所并任所长。1955年，赵承嘏当选中国科学院学部委员（中国科学院院士）。此外，赵承嘏亦接连当选第一届、第二届、第三届全国人大代表。